# Портедж (Нью-Йорк)
Портедж (англ. Portage) — місто (англ. town) в США, в окрузі Лівінгстон штату Нью-Йорк. Населення — 763 особи (2020).

## Демографія
Згідно з переписом 2010 року, у місті мешкали 884 особи в 352 домогосподарствах у складі 240 родин. Було 389 помешкань
Расовий склад населення:
| - 97,3 % — білих - 0,6 % — корінних американців - 0,3 % — чорних або афроамериканців - 0,1 % — азіатів |

До двох чи більше рас належало 1,6 %. Частка іспаномовних становила 0,8 % від усіх жителів.
За віковим діапазоном населення розподілялося таким чином: 24,7 % — особи молодші 18 років, 60,9 % — особи у віці 18—64 років, 14,4 % — особи у віці 65 років та старші. Медіана віку мешканця становила 42,1 року. На 100 осіб жіночої статі у місті припадало 92,2 чоловіків;  на 100 жінок у віці від 18 років та старших — 93,6 чоловіків також старших 18 років.
Середній дохід на одне домашнє господарство  становив 56 586 доларів США (медіана — 47 237), а середній дохід на одну сім'ю — 67 060 доларів (медіана — 60 583). Медіана доходів становила 44 545 доларів для чоловіків та 38 026 доларів для жінок. За межею бідності перебувало 14,2 % осіб, у тому числі 15,8 % дітей у віці до 18 років та 8,4 % осіб у віці 65 років та старших.
Цивільне працевлаштоване населення становило 371 особа. Основні галузі зайнятості: освіта, охорона здоров'я та соціальна допомога — 23,7 %, будівництво — 14,0 %, роздрібна торгівля — 11,1 %, виробництво — 9,2 %.